# プロレス・スターウォーズ
『プロレス・スターウォーズ』は、原康史（桜井康雄のペンネーム）原作、みのもけんじ画の、プロレスを題材としたスポーツ漫画作品。

## 概要
『フレッシュジャンプ』で1984年（昭和59年）2月号から1987年（昭和62年）10月号まで連載されていた。登場するレスラーは全て実名である。協力・監修として、全日本プロレス、新日本プロレスが認可・認定している。
桜井は東京スポーツ編集局長としてプロレス界に影響力があったが、原作にノータッチで、クレームに対処するため名を連ねた。また、みのも自身が、1970年代に桜井がプロレス雑誌に連載していた実名プロレス小説「プロレス太平洋戦争」を愛読しており、「日本プロレス界征服を狙ってアメリカ各団体の連合軍が来襲し日本側が連合して迎え撃つ」という設定をそのまま採用した。連載にあたり、桜井はみのもに対し「好きなようにやりなさい、クレームが来たら私が責任を持つ」と言ったという。荒唐無稽なストーリーは桜井の原作をベースにして、みのもけんじが単独で考え出していた。
2007年9月に創刊された月刊誌『Gスピリッツ』で復活。第一弾としてグレート・ムタのストーリーが描かれている。

## あらすじ
198X年、新日本プロレスと全日本プロレスの合同興行の成功をきっかけとして空前のプロレスブームが起こった日本市場を手に入れようとする「アメリカン・プロレス」（NWA、AWA、WWF（現在のWWE）の統一組織）を新日本・全日本の連合軍（後に第1次UWFも合流）が迎え撃つ。

## 新日・全日連合軍VSアメリカン・プロレス

### 第1戦
198X年5月21日に後楽園球場で開催。5チーム選抜のタッグマッチ。
- 第1試合：ザ・ファンクス（阿修羅・原&坂口征二[2]の代打）VSアブドーラ・ザ・ブッチャー&タイガー・ジェット・シン。
- 第2試合：ザ・グレート・カブキ&ケンドー・ナガサキVSファビュラス・フリーバーズ（テリー・ゴディ&マイケル・ヘイズ）。
- 第3試合：天龍源一郎&長州力VSハーリー・レイス&ハルク・ホーガン。
- 第4試合：ジャンボ鶴田&藤波辰巳VSブルーザー・ブロディ&スタン・ハンセン。
- 第5試合：ジャイアント馬場&アントニオ猪木VSザ・ロード・ウォリアーズ[3]。

### 第2戦
198X年8月17日に両国国技館で開催。5対5の勝ち抜き戦を行ない、最後に勝ち残った者がリック・フレアーの保持する「リアル・ワールド・チャンピオン」に挑戦する。
- 日本側代表：ジャイアント馬場、アントニオ猪木、ジャンボ鶴田、天龍源一郎、ハルク・ホーガン[5]
- アメリカ側代表：スタン・ハンセン、ブルーザー・ブロディ、ジャイアント・マシン（アンドレ・ザ・ジャイアント）、ミスターX（ジャイアント・キマラ）、ミスター?（ミッシング・リンク）

### 第3戦
198X年8月25日に東京ドームで開催。新たに組織された「恐竜軍団」とのシングルマッチ。尚、この作品に出てくる東京ドームは「完成まで1年掛かる」と言われていたのを「アメリカン・プロレス」が「土地や権利をすべて買い取り、1週間の突貫工事で完成させた」設定のため、現実の東京ドームとは違いプロレス興行専用の施設となっているほか、地下には恐竜軍団の養成所が設けられている。

## 単行本
ジャンプ・コミックスで発売された、全11巻。ワイド版全7巻。
1. 血戦・馬場VS猪木!!!の巻（巻末コメント：ジャイアント馬場）
2. 維新の魂!!の巻（巻末コメント：アントニオ猪木）
3. ザ・ロード・ウォリアーズ来襲!!の巻（巻末コメント：山本小鉄）
4. 殺人フルコース炸裂!!の巻（巻末コメント：ジャンボ鶴田）
5. 恐怖のジャイアント血戦!!の巻（巻末コメント：藤波辰巳）
6. 最強最後の殺人技!!の巻（巻末コメント：天龍源一郎）
7. “新闘魂伝説”誕生の瞬間!!の巻（巻末コメント：ジョー樋口）
8. 黄金のベルトをつかむ男!!の巻（巻末コメント：長州力）
9. 第3次世界大戦勃発!!の巻（巻末コメント：藤原喜明）
10. 甦れ!黄金の左の巻（巻末コメント：輪島大士）
11. アメリカン・プロレス壊滅!!の巻（巻末コメント：前田日明）
  - スペシャル読切の「SAYONARAテリー」と「マドゥ」を収録。

## 真説・プロレススターウォーズ
プロレス雑誌『週刊ゴング』の携帯サイトで連載されていた外伝的作品。物語は主にみのもけんじによるテキスト（脚本）のみで連載され、印象的な場面のイラストを1話につき1枚掲載。今はなき伝説のレスラーが復活し戦うほか、俗に言うインディのレスラーまで登場する。